# Richard Revesz
Richard L. Revesz (Buenos Aires, 9 de maio de 1958) é o diretor do American Law Institute é um professor de direito e decano emérito da New York University School of Law. Ele é um dos principais especialistas em direito ambiental e em leis regulatórias do país.